# Moneda de diez centavos de Hong Kong
La moneda de diez céntimos es la moneda circulante de menor denominación del dólar de Hong Kong. Con un diámetro de 17,5 milímetros (0,7 plg) y una masa de 1,85 gramos (0,1 oz) también es el más pequeño en tamaño y peso. Es la denominación de moneda más antigua que aún está en circulación en Hong Kong. Desde su primera emisión en 1863, sólo ha habido un período (1942-1947) en el que la moneda no estuvo en uso.

## Historia
Antes de la Segunda Guerra Mundial, la moneda se fabricó por primera vez con plata de pureza .800, con un peso de 2,82 gramos (0,1 oz), espesor de 1,1 milímetros (0 plg) y un diámetro de 17,5 milímetros (0,7 plg) con un borde de caña. La primera moneda de diez centavos, emitida en 1863, presentaba el retrato de la reina Victoria en su anverso y se acuñó hasta el año de su muerte, 1901. Su sucesor, el rey Eduardo VII del Reino Unido, apareció en el anverso de 1902 a 1905, a pesar de reinar hasta 1910. A principios de 1900, durante la reforma monetaria de China, en algunas provincias de China, como Guangxi, algunos residentes y minoristas rechazaron las monedas chinas de 10 centavos y solicitaron en su lugar la moneda "kwaitau", o "cabeza de fantasma", un eufemismo para el Hong Kong. Moneda de 10 céntimos de Kong.
Después de un largo período sin acuñación, la moneda regresó en 1935 y 1936 con el rey Jorge V del Reino Unido en su anverso. Las dimensiones siguieron siendo las mismas aunque la composición de la moneda se cambió a cobre-níquel.
En 1937 el peso se cambió a 4,54 gramos (0,2 oz), diámetro de 20,57 milímetros (0,8 plg), espesor de 1,85 milímetros (0,1 plg), y en el anverso se introdujo la composición al níquel como el retrato del rey Jorge VI del Reino Unido.
En 1948 se emitió una nueva moneda con esta denominación: una moneda de níquel-latón de 20,57 mm de diámetro, con un peso de 4,54 g y con un espesor de 1,85 mm y un borde liso. De 1948 a 1951, llevó en su anverso el retrato de Jorge VI, sin su título de Emperador de la India, perdido en 1947. En 1955, a pesar de tener éxito en 1952, se acuñó por primera vez en el anverso el retrato de la reina Isabel II. A partir de 1937, la moneda presentaba un borde de seguridad con lengüeta; esto cambió a un borde con caña en 1971.
Debido a su similitud en tamaño y peso con la moneda de 50 céntimos, la moneda de diez céntimos fue rediseñada con un borde liso a partir de 1982. En el anverso se colocó el retrato de la reina Isabel II realizado por Arnold Machin, introducido en las monedas de la libra esterlina en 1968. El 1 de enero de 1984 se desmonetizó la antigua moneda de diez céntimos. En 1985, el retrato de la Reina realizado por Machin fue sustituido por el retrato esculpido por Raphael Maklouf, utilizado hasta 1992 y el lanzamiento de las monedas de Hong Kong sin el retrato de un monarca británico reinante.
La forma y el tamaño se mantuvieron en el lanzamiento de la serie bauhinia en 1993. En 1997 se acuñó una moneda conmemorativa de la entrega de Hong Kong a China. Presentaba un velero tradicional chino.

## Acuñación
Marcas de ceca
- H = Heaton
- KN = King's Norton

| Años                        | Acuñación |
| --------------------------- | --- |
| 1902                        | 18,000,000 |
| 1903                        | 25,000,000 |
| 1904                        | 30,000,000 |
| 1905                        | 33,487,000 |
| 1935                        | 10,000,000 |
| 1936                        | 5,000,000 |
| 1937                        | 17,500,000 |
| 1938                        | 7,500,000 |
| 1939H                       | 5,000,000 |
| 1939KN                      | 5,000,000 |
| 1948                        | 30,000,000 |
| 1949                        | 35,000,000 |
| 1950                        | 20,000,000 |
| 1951                        | 5,000,000 |
| 1955                        | 10,000,000 |
| 1956                        | 3,110,000 |
| 1956H                       | 4,488,000 |
| 1956KN                      | 2,500,000 |
| 1957H                       | 5,250,000 |
| 1957KN                      | 2,800,000 |
| 1958KN                      | 10,000,000 |
| 1959H                       | 20,000,000 |
| 1960                        | 12,500,000 |
| 1960H                       | 10,000,000 |
| 1961                        | 20,000,000 |
| 1961H                       | 5,000,000 |
| 1961KN                      | 5,000,000 |
| 1963                        | 27,000,000 |
| 1963H                       | 3,000,000 |
| 1963KN                      | ??? |
| 1964                        | 9,000,000 |
| 1964H                       | 21,000,000 |
| 1965                        | 40,000,000 |
| 1965H                       | 8,000,000 |
| 1967                        | 10,000,000 |
| 1968H                       | 15,000,000 |
| 1971H                       | 22,000,000 |
| 1972KN                      | 20,000,000 |
| 1973                        | 2,250,000 |
| 1974                        | 4,600,000 |
| 1975                        | 44,840,000 |
| 1978                        | 57,500,000 |
| 1979                        | 101,500,000 |
| 1980                        | 24,000,000 (En 1980 se pusieron en circulación pocas piezas, pero en los años siguientes llegaron al mercado grandes cantidades. Se sabe que existen alrededor de 3.500) |
| 1982                        | ??? |
| 1983                        | 110,016,000 |
| 1984                        | 30,016,000 |
| 1985                        | 34,016,000 |
| 1986                        | 40,000,000 |
| 1987                        | ??? |
| 1988                        | 30,000,000 en circulación. 20,000 calidad proof. |
| 1989                        | 40,000,000 |
| 1990                        | ??? |
| 1991                        | ??? |
| 1992                        | 24,000,000 |
| 1993                        | ??? |
| 1994                        | ??? |
| 1995                        | ??? |
| 1996                        | ??? |
| 1997                        | ??? |
| 1997 (Creación de la RAEHK) | Conmemorativa (barco traidicional chino). Desconocidas en circulación. 97,000 proof.                                                                                     |
| 2017                        | ??? |